# جون أنسون فورد
جون أنسون فورد (بالإنجليزية: John Anson Ford)‏ هو سياسي أمريكي، ولد في 29 سبتمبر 1883، وتوفي في 3 نوفمبر 1983.